# Karl-Ludvig Schiött
Karl-Ludvig Schiött, född 9 april 1898 i Helsingborg, död 21 september 1944 i Stockholm, var en svensk redaktör och skriftställare. Han var bror till Folke Schiött.
Schiött, som var son till lektor Emil Schiött och Bertha Lysander, avlade studentexamen i Helsingborg 1917 och studerade vid Lunds universitet 1917–1918. Han var medarbetare i Stockholms Dagblad 1918, i Helsingborgs-Posten 1918, i Helsingborgs Dagblad 1918–1919, i Skånetidningen Dagen 1919, redaktionssekreterare där 1920, medarbetare i Skånska Dagbladet 1920–1922, redaktionssekreterare där 1922–1928, andre redaktör i Sydsvenska Dagbladet Snällposten 1928–1930 och verksam som skriftställare i Stockholm från 1931. Han var sekreterare i Publicistklubbens södra krets 1925–1930. Schiött är gravsatt på Nya kyrkogården i Helsingborg.